# Marval

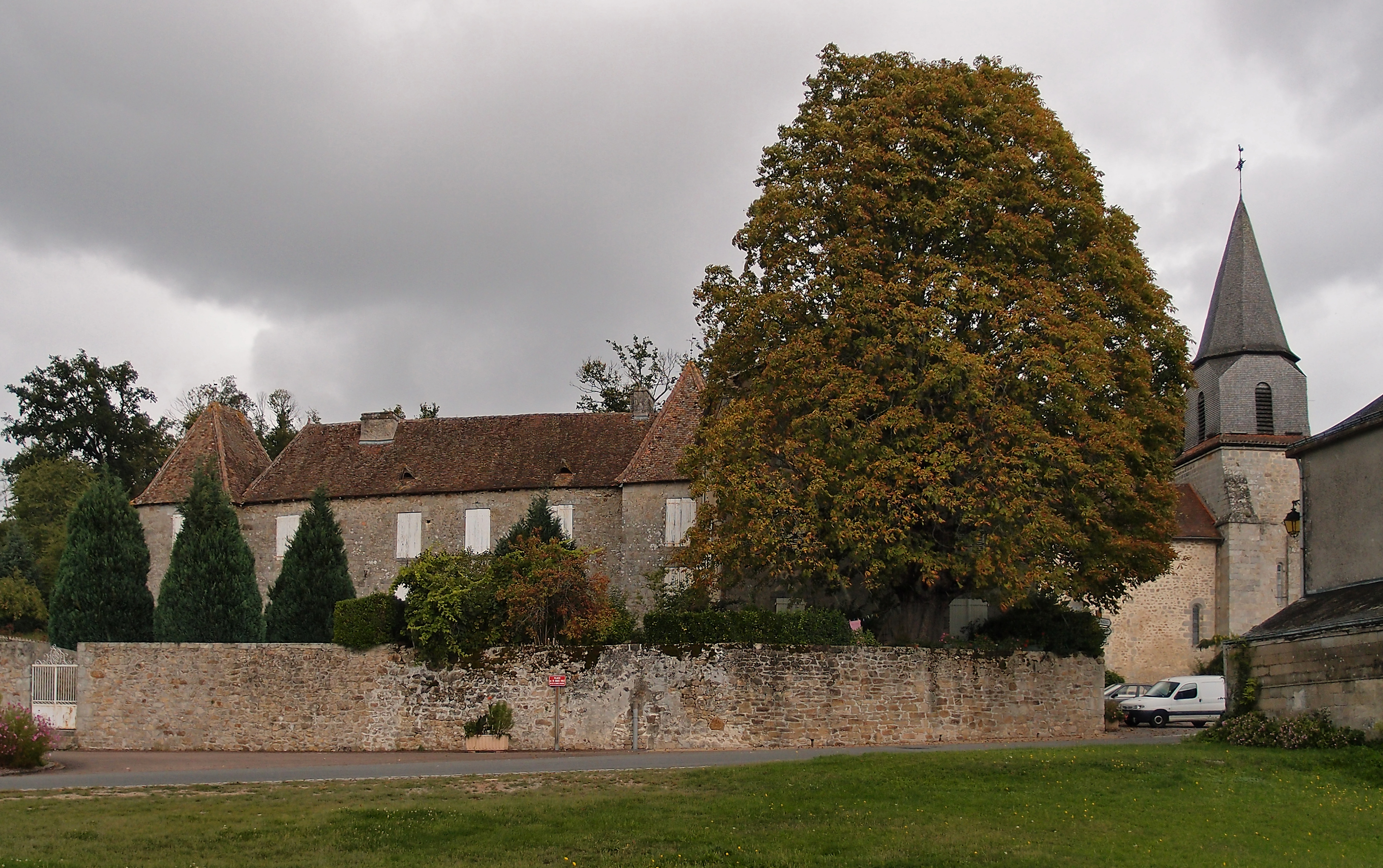
Kasteel en kerk

Marval is een gemeente in het Franse departement Haute-Vienne (regio Nouvelle-Aquitaine) en telt 564 inwoners (2004). De plaats maakt deel uit van het arrondissement Rochechouart.

## Geografie
De oppervlakte van Marval bedraagt 39,7 km², de bevolkingsdichtheid is 14,2 inwoners per km².
De onderstaande kaart toont de ligging van Marval met de belangrijkste infrastructuur en aangrenzende gemeenten.

## Demografie
Onderstaande figuur toont het verloop van het inwonertal (bron: INSEE-tellingen).